# Jan z Klenové a Janovic
Jan hrabě z Klenové, svobodný pán z Janovic (německy Johann Graf von Klenau, Freiherr von Janowitz, 13. dubna 1758, Praha – 6. října 1819, Brno) byl český šlechtic a generál rakouského císařského jezdectva, velící generál na Moravě a ve Slezsku. Pocházel ze starého českého šlechtického rodu Klenovských z Klenové a Janovic.

## Život
Narodil se jako syn hraběte Václava Ignáce Josefa z Klenové a Janovic a jeho manželky, hraběnky Marie Josefy z Bredova.
V 17 letech, dne 1. října 1774, nastoupil jako kadet ke 47. pěšímu pluku. Poté přešel k jezdectvu a za války o bavorské dědictví (1778–1779) se stal rytmistrem u 5. pluku švališérů. Vyznamenal se rovněž ve válce proti Turkům v roce 1788. Byl povýšen na majora a během první koaliční války roku 1793 bojoval v porýnské armádě pod velením Dagoberta Wurmsera. Tam se vyznamenal v několika bitvách, jako např. 27. července 1794 u Lutychu. Největšího úspěchu dosáhl 24. září 1795 v bitvě u Handschuhsheimu, po které obdržel rytířský kříž Vojenského řádu Marie Terezie a byl povýšen na plukovníka. S 8. husarským plukem byl roku 1796 převelen do Itálie. V počáteční fázi tažení ke Castiglione (červen 1796) zaútočil Klenovský jako velitel předvoje Quasdanovičovy kolony  překvapivě na Brescii, což donutilo Bonaparta zrušit obléháni Mantovy. Klenovský se zde spojil s Wurmserem a v Mantově setrval i při jejím druhém francouzském obležení, které skončilo kapitulací pevnosti v únoru 1797.
Po skončení první koaliční války se vrátil do Vídně a v roce 1797 byl povýšen na generálmajora. Během druhé koaliční války se roku 1799 vrátil do Itálie. Porazil MacDonalda u San Giovanni a dobyl Boloňu a Florencii. V roce 1800 byl přeložen do Německa. Ve svých 42 letech se stal podmaršálkem. Ve třetí koaliční válce působil jako velitel divize v Bavorsku, porazil Charlese Augereaua u Laufu, byl však spolu s Mackem zajat při kapitulaci Ulmu. V roce 1809 bojoval u Aspernu, později také u Wagramu. Přestože byl pověřen velením rakouského VI. sboru u Wagramu velmi pozdě, až těsně před bitvou samou, vedl jej neohroženě do boje proti francouzskému levému křídlu, za což byl oceněn komandérským křížem Řádu Marie Terezie.
V roce 1813 byl Klenovský povýšen na generála jezdectva a velel armádnímu sboru v Čechách. Účastnil se bojů u Drážďan a bitvy u Lipska (bitva národů). 26. října velel drážďanskému blokádnímu oddílu, který zadržoval vojska maršála de Saint-Cyr. 7. listopadu nabídl maršál vyjednávání, která byla 11. listopadu zakončena kapitulací francouzského vojska. Téměř 28 000 mužů padlo do zajetí a mělo být odvedeno do Štrasburku. Polní maršál Karel Filip ze Schwarzenbergu však smlouvu 17. listopadu prohlásil za neplatnou, a dal Francouzům na vybranou – stáhnout se zpět do Drážďan nebo se nechat zajmout Rakušany. Maršál de Saint-Cyr zvolil druhou možnost. Klenovského vojsko odtáhlo do Itálie, jedna část k Rýnu. Generál obdržel rozkaz odebrat se do Prahy a poté do Vídně, a teprve odtud byl vyslán k vojsku do Itálie.
V roce 1815 se stal velícím generálem na Moravě a ve Slezsku se sídlem v Brně. V této funkci setrval až do své smrti.

## Pocty
- Za vynikající zásluhy byl vyznamenán velitelským křížem Vojenského řádu Marie Terezie
- V roce 1909 po něm byla pojmenována ulice Klenaugasse v největším vídeňském (22.) městském obvodě Donaustadt

## Rodina
V roce 1800 se oženil s Marií Josefou Tallianovou de Vieseck (* 1763), vdovou po Antonu Somsichovi de Sard, s níž měl dceru:
- Maria (* 17. prosince 1800)

∞ hrabě Joseph Siegmund von Riesch († 1833)
∞ 1835 Gustav von Bennigsen (1790–1867), pruský generálmajor